# Jameleddine Belhaj
Jameleddine Belhaj – tunezyjski zapaśnik walczący w stylu klasycznym. Zajął piąte miejsce na mistrzostwach Afryki w 1993. Srebrny medalista igrzysk panarabskich w 1992 roku.